# Contra III: The Alien Wars
Contra III: Aliens Wars, é um jogo do console SNES, lançado em 1992 no Japão como Contra Spirits (魂斗羅スピリッツ, Kontora Supirittsu) é o terceiro jogo da série Contra da Konami. Foi portado para o Game Boy e Game Boy Advance e lançado para o Virtual Console do Wii em janeiro de 2007. Famoso game do console SNES.
O jogo se passa no ano de 2636, dois anos depois dos acontecimentos de Super Contra. Os protagonistas Bill Rizer e Lance Bean são chamados mais uma vez, contra uma invasão alienígena.
Aproveitando da tecnologia do Super NES, neste jogo os gráficos são melhorados em relação aos jogos anteriores. É considerado por muitos o melhor jogo da série Contra.
O jogo está dividido em seis niveis, com um chefe no final de cada. Contra III: The Alien Wars mantém a tradição da série, alternando entre fases onde a visão é lateral (Side-scrolling) e outras onde a visão que se tem da tela é como se o jogador a estivesse sobrevoando. Há três níveis de dificuldade no jogo — fácil, normal, e difícil. Na versão japonesa do jogo, cada nível de dificuldade vencido mostra um final diferente, na versão americana o final só é mostrado após se vencer o jogo na dificuldade difícil.
A trilha sonora instrumental do jogo, composta por Miki Higashino, Masanori Adachi e Tappy Iwase, também é muito celebrada pelos fãs da série Contra como uma das melhores já compostas para um jogo da franquia.